# Coet de combustible líquid

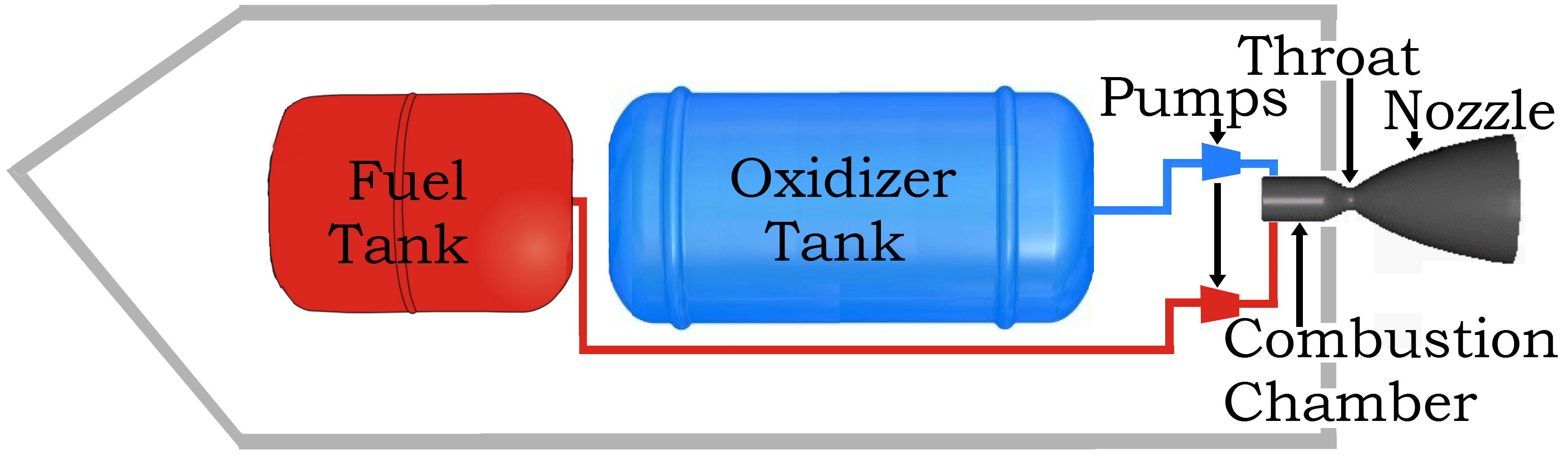
Esquema d'un coet impulsat per un motor de bipropel·lent

Un coet de combustible líquid és un coet equipat amb un o més motors que utilitzen propel·lent líquid.
La teoria del coet de combustible líquid fou desenvolupada per Robert Hutchings Goddard el 1912.
L'ús de combustibles líquids és desitjable perquè la seva densitat relativament alta permet reduir el volum de combustible i, per tant, la massa dels tancs, resultant en una proporció càrrega-massa elevada i un superior Impuls específic. S'han construït coets de combustible líquid amb monopropulsants, hipergols i bipropulsants, però també amb combustibles més exòtics amb tripopulsants. Els coets impulsats per bipropel·lents solen fer servir un combustible líquid i un oxidant, com ara hidrogen o oxigen líquid. Els propel·lents líquids també són utilitzats en coets híbrids, en què se'ls combina amb un propel·lent sòlid o gasós.